# (447) Valentine
Pour les articles homonymes, voir Valentine.
(447) Valentine est un astéroïde de la ceinture principale découvert par M. Wolf et A. Schwassmann le 27 octobre 1899.

## Compléments